# Send for Me
Send for Me — студийный альбом американской певицы Джули Лондон, выпущенный в 1961 году на лейбле Liberty Records. Продюсером альбома стал Саймон Уоронкер. Аккомпанировал певице оркестр под управлением Джимми Роулза.

## Список композиций
| №  | Название                                            | Автор(ы)                                           | Длительность |
| -- | --------------------------------------------------- | -------------------------------------------------- | ------------ |
| 1. | «Evenin’»                                           | Гарри Уайт, Митчелл Пэриш                          | 2:40         |
| 2. | «What’s Your Story, Morning Glory?»                 | Мэри Лу Уильямс, Джэк Лоуренс, Пол Фрэнсис Уэбстер | 2:45         |
| 3. | «Get on the Right Track»                            | Рэй Чарльз, Титус Тернер                           | 2:07         |
| 4. | «I Must Have That Man»                              | Джимми Макхью, Дороти Филдс                        | 2:15         |
| 5. | «T’ain’t What You Do (It’s the Way That You Do It)» | Сай Оливер, Трамми Янг                             | 2:05         |
| 6. | «Baby Come Home»                                    | Бобби Труп, Джимми Роулз                           | 2:40         |

| №                   | Название                          | Автор(ы)                                | Длительность |
| ------------------- | --------------------------------- | --------------------------------------- | ------------ |
| 1.                  | «Every Day I Have the Blues»      | Пайнтоп Спаркс, Милтон Спаркс           | 2:42         |
| 2.                  | «Yes Indeed»                      | Сай Оливер                              | 2:03         |
| 3.                  | «Gee, Baby, Ain’t I Good to You?» | Энди Разаф, Дон Редман                  | 1:52         |
| 4.                  | «Cheatin’ on Me»                  | Лью Поллак, Джек Йеллен                 | 1:55         |
| 5.                  | «Trav’lin’ Light»                 | Трамми Янг, Джимми Манди, Джонни Мерсер | 3:02         |
| 6.                  | «Send for Me»                     | Оли Джонс                               | 2:45         |
| Общая длительность: | Общая длительность:               | Общая длительность:                     | 28:51        |